# Abel Botelho

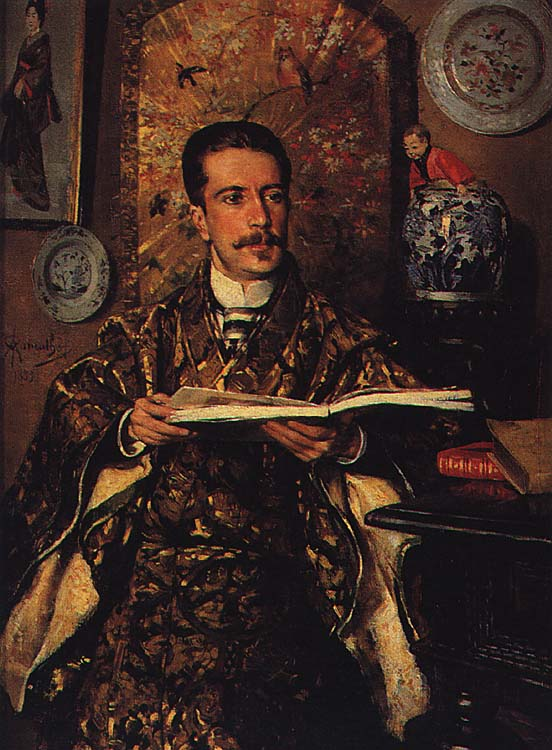
Abel Botelho

Abel Acacio de Almeida Botelho (* 23. September 1855 in Tabuaço, Distrikt Viseu; † 24. April 1917 in Buenos Aires, Argentinien) war ein portugiesischer Schriftsteller, Diplomat, Militär und Politiker. Als Schriftsteller war er vor allem als Romancier und Dramatiker tätig. Er schrieb einen der ersten Romane zum Thema Homosexualität überhaupt in Europa.

## Leben
Abel Botelho wurde als Sohn des Militärs Luis Carlos de Almeida Botelho und von Maria Preciosa de Azevedo Botelho geboren. Mit zwölf Jahren wurde er Halbwaise, da sein Vater starb. Von 1867 bis 1872 besuchte er das Real Colegio Militar in Lissabon, in der Hoffnung, als Kadett eine militärische Laufbahn beginnen zu können. Später besuchte er die Escola Politecnica. Als Militär war er die nächsten Jahre tätig und wurde 1906 zum Oberst ernannt.
Er war auch Abgeordneter des Nationalen Parlaments, 1910 wurde er Mitglied der Kommission, die für die junge Republik eine neue Nationalflagge bestimmen sollte sowie Botschafter Portugals in Argentinien von 1911 bis zu seinem Tode 1917.
Er war verheiratet mit einer rund elf Jahre älteren Adligen aus dem Landadel Portugals, die Ehe blieb jedoch kinderlos.
1885, also mit etwa 30 Jahren, begann er seinen literarischen Neigungen nachzugehen und veröffentlichte ein Gedicht in einer Anthologie. Seine Lyrik ist ausschließlich in Anthologien und Magazinen, bestehend vornehmlich aus Sonetten, erschienen und harrt der Veröffentlichung in Buchform.  Seine künstlerische Ader konnte er auch als Maler ausleben; seine Bilder erreichten aber nie die Bedeutung und Bekanntheit wie sein literarisches Werk. Seine Publikationen in bedeutenden Journalen wie O Século, O Dia, O Occidente, A Illustração, Revista Literária und O Repórter dazu. Sein Werk gilt als naturalistisch. Bedeutend ist es auch, weil es die gesellschaftlichen Außenseiter, die gefallenen, gescheiterten, kaputten Existenzen der portugiesischen Gesellschaft der damaligen Zeit zeigt, so die Bohemiens, Bettler und Obdachlosen, Behinderten oder auch die Homosexuellen. Gerne nennt man ihn auch den „Zola Portugals“, in Anlehnung an das Werk von Émile Zola. So gilt er bis heute als Spiegel für die Zustände der portugiesischen Gesellschaft seiner Zeit.
1923 wurde die Erzählung „Mulheres da Beira“ in Portugal verfilmt.

## Der Barão de Lavos
In dem Roman „O Barão de Lavos“ aus dem Jahre 1891 wurde erstmals in der Literaturgeschichte Portugals das Thema Homosexualität ziemlich offen zur Sprache gebracht. Die Handlung ist von einem alternden Aristokraten und Baron inspiriert, der sich von dem sechzehnjährigen Eugénio, einem Straßenstricher, zu einer körperlichen Beziehung hinreißen lässt. Auch ist das Werk in Hinblick auf die gesellschaftliche Situation von Homosexuellen in Portugal jener Zeit und der dortigen Szene auch von soziologischem Wert. Das Buch ist aber nicht pornographisch, sondern deutet die sexuelle Beziehung nur an.  Trotz dieses eindeutigen Sujets gibt es bis heute keine hundertprozentigen Beweise, dass Botelho selbst homosexuell gewesen sei. Es ist bis heute unklar, was ihn zum Verfassen dieser Geschichte veranlasste. Er stellte darin Homosexualität als eine Erkrankung des Geistes dar, die vor allem durch falsche Erziehung, aber auch die Umstände der Lissaboner Gesellschaft begünstigt würden. 1907 wurde das Werk ins Spanische übertragen, weitere Übersetzungen erfolgten bis heute nicht. In Portugal wurde das Buch noch einige Male neu aufgelegt. Die Wissenschaft geht davon aus, dass es drei Gründe gibt, warum das Werk und sein Autor niemals den Nachstellungen von Rechtsextremen ausgeliefert war: zum einen gingen diese trotz des Sujets immer noch von einem heterosexuellen Autor aus, anders als etwas bei António Botto und Raul Leal, die beide nachweislich homosexuell waren, zweitens hat wohl seine gesellschaftliche Stellung als Militär, Diplomat und Politiker ihn vor weiteren Nachstellungen geschützt. Des Weiteren sehen viele Konservative das Werk als eine Kritik an der Homosexualität, nicht als eine Verherrlichung an. Es gilt als eines der ersten Werke, dass sich offen mit Homosexualität in Europa beschäftigte.

## Ehrungen
In Tabuaço, der Heimatstadt des Dichters, sind viele Ehrungen für den Autor erfolgt: dort trägt eine Schule, ein Preis für Jugendliche, der öffentliche Stadtpark sowie sogar ein Fußballclub den Namen des Autors. Dort ist Botelho allgegenwärtig. In Lissabon und São Paulo ist jeweils eine Straße nach im benannt.

## Werk (Auswahl)
- Germano, 1886, Theaterstück.
- Os vencidos de vida, 1892. (Die vom Leben besiegten).
- O Barão de Lavos, 1891, Roman.
- Amanha, 1901, Roman. (Morgen).
- Fatal Dilema, 1907, Roman. (Fatales Dilemma).
- Amor Criulo(Vida Argentina), Studie über Argentinien, 1919, posthum.